# Elecciones parlamentarias de Cabo Verde de 1975
Las elecciones parlamentarias de Cabo Verde de 1975 tuvieron lugar el 30 de junio del mencionado año con el objetivo de investir una Asamblea Constituyente previa a la independencia formal de la República de Cabo Verde con respecto a Portugal unos días más tarde. Fueron los primeros comicios realizados bajo sufragio universal en el archipiélago, y solo la segunda votación después de los comicios limitados bajo el régimen del Estado Novo, caído en el año anterior. Se realizaron al término de la guerra colonial portuguesa que en Guinea-Bisáu fue librada por el Partido Africano para la Independencia de Guinea y Cabo Verde (PAIGC), el cual buscaba la independencia de las dos colonias como un estado unificado.
El gobierno portugués reconoció a Guinea-Bisáu como nación independiente y prometió la independencia de Cabo Verde con un estado separado, mientras que las facciones del partido en ambos países, encabezadas por Aristides Pereira y Pedro Pires en Cabo Verde y Luís Cabral en Guinea-Bisáu, acordaron que la unificación se realizaría luego de un período de transición, el cual se vería consagrado en el texto constitucional caboverdiano. Los acuerdos entre el PAIGC y el estado portugués preveían la instauración de un gobierno provisional compuesto por integrantes del partido y de la administración colonial, así como la realización de elecciones a una Asamblea Constituyente, que redactaría la primera constitución caboverdiana, por medio de sufragio universal.
Si bien las disposiciones establecidas por el gobierno de transición preveían que la Asamblea Constituyente fuera elegida por medio de un sistema plurinominal y multipartidista, el PAIGC trabajó para lograr la instauración de un estado socialista de partido único y se autoproclamó «único representante legítimo del pueblo de Cabo Verde». Los grupos de oposición que surgieron después del final del conflicto colonial, como la UDC y la UPICV, fueron rápidamente marginados y su participación en las conversaciones de independencia descartada, debiendo partir al exilio la mayoría de sus dirigentes.
Debido a la ausencia de candidaturas alternativas, el PAIGC obtuvo la totalidad de los escaños. La participación fue abrumadoramente alta, alcanzando el 86,67% del total de votantes registrados, y la lista única fue aprobada con el 95,58% de los votos, mientras que el resto de los sufragios fueron en blanco o anulados. La Asamblea Constituyente proclamó la independencia de Cabo Verde el 5 de julio de 1975. El unipartidismo no se institucionalizó formalmente hasta 1981. Pereira fue investido por el cuerpo legislativo como presidente de la República, mientras que Pires asumió como primer ministro. Cabo Verde se mantendría bajo el gobierno unipartidista del PAIGC (y su sucesor, el PAICV) conducido por Pereira y Pires durante los siguientes quince años, hasta la instauración del multipartidismo en 1991.

## Antecedentes

### Dominio portugués sobre Cabo Verde
Previamente deshabitado, el archipiélago de Cabo Verde fue una colonia del Imperio portugués desde 1462 hasta 1975. Dicha colonia mantuvo una elevada prosperidad durante el siglo XVI, pero comenzó a declinar con el final progresivo de la esclavitud durante el siglo XIX. La esclavitud fue finalmente abolida en toda la colonia en 1867, y Cabo Verde comenzó a depender del comercio marítimo gracias a su ubicación en las rutas del Atlántico medio. Con pocos recursos naturales y una inversión sostenible inadecuada de los portugueses, los ciudadanos estaban cada vez más descontentos con los administradores coloniales, quienes, sin embargo, se negaban a dar más autonomía a las autoridades locales. Con un clima mayormente seco, el archipiélago fue duramente golpeado por sequías durante la primera mitad del siglo XX, que coincidieron con un declive de la importancia portuaria, lo que llevó al territorio a experimentar numerosas hambrunas, con la peor de estas en la década de 1940 resultando en la muerte de aproximadamente 45.000 personas. En 1951, Portugal cambió el estatus de Cabo Verde de colonia a provincia de ultramar en un intento de frenar el creciente nacionalismo.

### Guerra colonial y elecciones legislativas de 1973

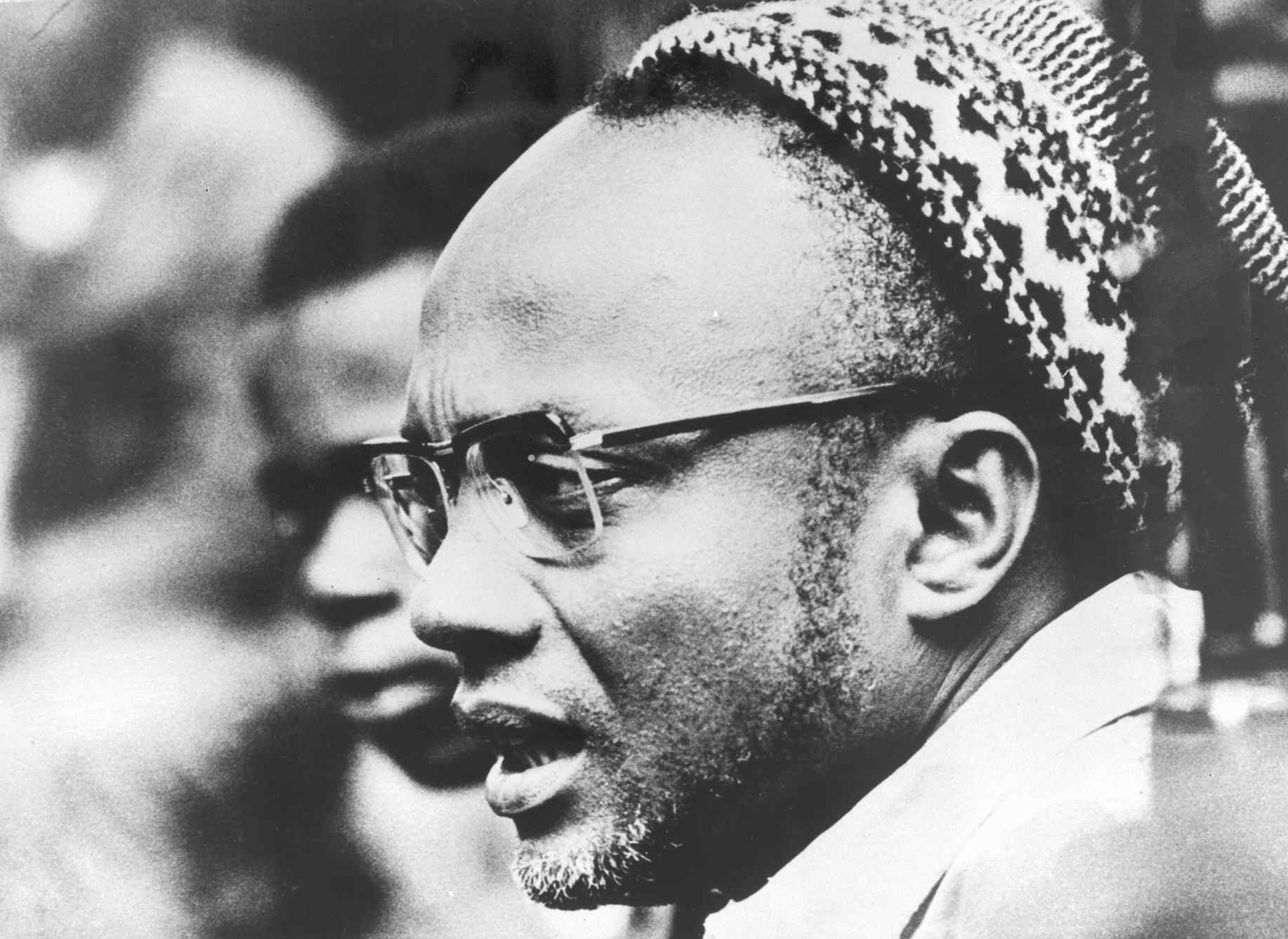
Amílcar Cabral encabezó el PAIGC en su lucha por la emancipación de Guinea-Bisáu y Cabo Verde del dominio portugués.

A diferencia de las demás potencias europeas con posesiones en África, Portugal (gobernada por un régimen autoritario desde 1926) no procedió a la descolonización de los territorios que ocupaba en África después de la Segunda Guerra Mundial, reafirmando sus posesiones coloniales, en ese entonces Cabo Verde, Santo Tomé y Príncipe, Angola, Mozambique, Guinea y Timor Oriental, a las que denominó «provincias de ultramar». Los crecientes movimientos nacionalistas terminaron en levantamientos armados por parte de los grupos independentistas. En la Guinea portuguesa (actual Guinea-Bisáu), el movimiento hacia la independencia se compaginó con el sentimiento nacionalista de Cabo Verde, lo que derivó en la fundación del Partido Africano para la Independencia de Guinea y Cabo Verde (PAIGC), encabezado por Amílcar Cabral, guineano nacido de padres caboverdianos. El partido inició una rebelión a gran escala contra el régimen colonial, que fue por lejos el levantamiento independentista más exitoso del conflicto colonial portugués en conjunto, logrando tomar el control de grandes porciones del territorio del país.
Aunque el PAIGC reivindicó la independencia de Cabo Verde y muchos dirigentes del partido provenían de las islas, no se realizaron combates en la colonia, que se mantuvo bajo control portugués y en relativa calma durante todo el conflicto. Los habitantes del archipiélago tenían niveles de educación más altos y, a menudo, eran nombrados para puestos administrativos de bajo nivel en los demás territorios coloniales portugueses. De ese modo adquirieron una reputación de lealtad a Lisboa.
Durante la última etapa del régimen autoritario portugués, el 2 de mayo de 1972, la Asamblea Nacional portuguesa aprobó la Ley Orgánica de los Territorios de Ultramar, que preveía una mayor autonomía para los territorios coloniales. Cabo Verde iba a tener una Asamblea Legislativa de 21 miembros. Sin embargo, la participación política de la mayor parte de la población de dichos territorios continuó siendo en gran medida vedada. Los candidatos debían ser ciudadanos portugueses que hubieran vivido en Cabo Verde durante más de tres años y saber leer y escribir en portugués. Los votantes debían saber leer y escribir. La única votación que se llegó a realizar bajo este sistema tuvo lugar en marzo de 1973. De una población total de 272.071, solo 25.521 personas se registraron para votar. Un total de 20.942 personas votaron, dando una participación del 82,1% del electorado registrado.

### Revolución de los Claveles
La guerra colonial llegó a su fin con la caída del Estado Novo el 25 de abril de 1974, por medio de la Revolución de los Claveles. El régimen resultante buscó la restauración de la democracia multipartidista en Portugal e inició rápidas conversaciones con los movimientos independentistas en sus provincias de ultramar, iniciando el proceso de descolonización. En agosto de 1974, el gobierno portugués reconoció la independencia de Guinea-Bisáu bajo el gobierno del PAIGC y firmó un documento en el que reconocía por primera vez el derecho de Cabo Verde a independizarse, afirmando este punto como «un factor necesario para la paz duradera y la cooperación sincera entre la República Portuguesa y la República de Guinea-Bisáu».

## Organización

### Gobierno de transición

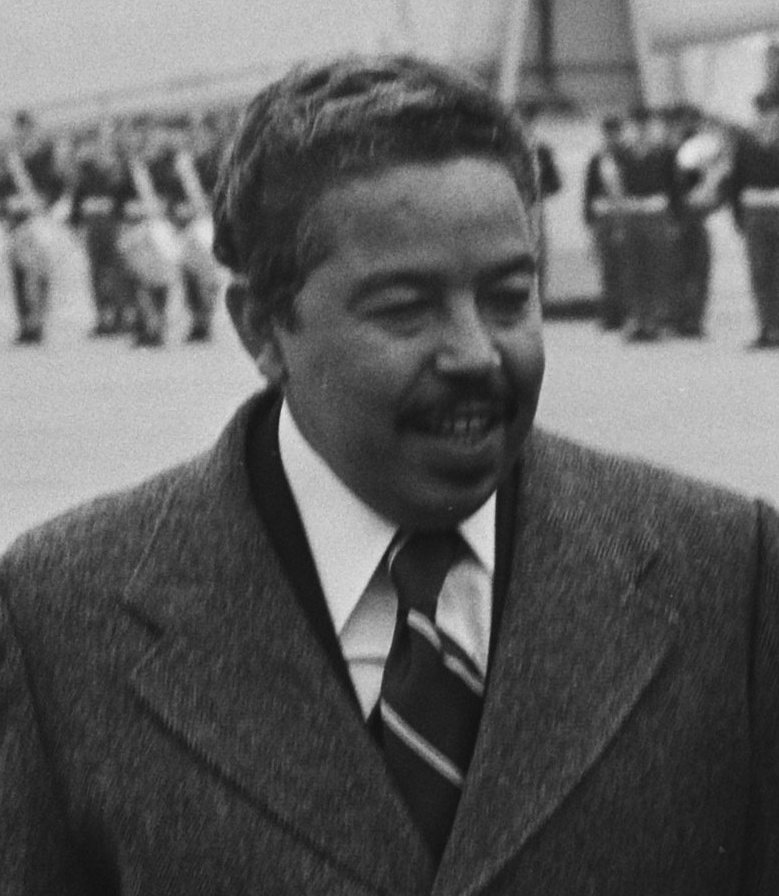
Pedro Pires, uno de los principales dirigentes del PAIGC en Cabo Verde.

El 18 de diciembre de 1974, se llegó a un acuerdo entre el gobierno portugués y el PAIGC. El PAIGC fue representado en la firma del acuerdo por Pedro Pires, uno de los principales dirigentes de la rama caboverdiana del partido y presidente de la Comisión Nacional de Cabo Verde, y el Gobierno de Portugal se vio representado por Almeida Santos y Mário Soares, respectivamente ministros Coordinación Interterritorial y Relaciones Exteriores. Bajo las disposiciones de este acuerdo, se instauró el Gobierno de Transición para el Estado de Cabo Verde, encabezado por el «Alto Comisionado» portugués Vicente Almeida d'Eça, que ejercería también las funciones de primer ministro y Comandante en Jefe de las Fuerzas Armadas, así como le corresponderían las carteras de defensa y comunicaciones sociales, y tendría la representación de la soberanía de Portugal. Portugal designaría dos ministros de gabinete además del primer ministro. Los otros tres miembros serían designados por el Alto Comisionado a recomendación del PAIGC.
La provincia ultramarina de Cabo Verde fue suplantada de este modo por el «Estado de Cabo Verde», un sujeto de derecho público con autonomía interna pero sometido provisionalmente a las disposiciones de la constitución portuguesa hasta que se realizaran las elecciones constituyentes, que serían el principal objetivo a gestionar por el gobierno de transición. La investidura de dicho gobierno tuvo lugar el 30 de diciembre de 1974. Tres carteras ministeriales correspondieron al PAIGC: Educación y Cultura (Manuel Faustino), Coordinación Económica y Trabajo (Amaro Alexandre da Luz) y Justicia y Asuntos Sociales (Carlos Reís). Administración Interna (José Manuel Vaz Barroco) y Obras Públicas y Medio Ambiente (Wilton Pereira) correspondieron al gobierno portugués.
La actividad del PAIGC en el archipiélago al momento de la caída del régimen del Estado Novo era limitada, pero adquirió poder rápidamente bajo la denominación «Frente Amplio Anticolonial» (Frente Amplia Anticolonial, FAA), bajo del liderazgo de Aristides Pereira y Pires, consiguiendo una importante presencia en la isla principal, Santiago (donde se encuentra la capital, Praia) y en la ciudad de Mindelo. Tuvo problemas, sin embargo, para afrontar el crecimiento de grupos alternativos en algunas partes del Barlovento caboverdiano, en particular en São Vicente y Santo Antão, que se convertiría en el principal foco de oposición al partido en el futuro, tanto antes como después del período unipartidista.
El 10 de marzo de 1975, la rama caboverdiana del PAIGC celebró una reunión del Consejo Nacional de Cabo Verde, durante la cual se resolvió que Aristides Pereira sería el presidente y jefe de Estado de Cabo Verde una vez proclamada la independencia, mientras que Pedro Pires asumiría como primer ministro y jefe de Gobierno.

### Oposición
Tras el colapso de la dictadura portuguesa y el comienzo de la transición a la independencia caboverdiana, surgieron en el archipiélago dos residuales movimientos de oposición al PAIGC muy diferentes entre sí. La derechista Unión Democrática de Cabo Verde (UDC o UDCV) se estableció bajo el liderazgo de João Baptista Monteiro en 1974 y gozaba de particulares apoyos en la isla de São Vicente. El partido se consideraba ligado al gobierno provisional de António de Spínola y estaba en contra de una independencia inmediata, proponiendo un enfoque de federalización con Portugal con la posibilidad de que se realizara en algún momento un referéndum sobre la independencia. Dicha idea era categóricamente rechazada por el PAIGC, bajo la premisa de que un referéndum sobre la independencia era «moralmente inaceptable» en cuanto a que implicaba «básicamente preguntarle a un esclavo si desea ser libre». Por su parte, la Unión del Pueblo de las Islas de Cabo Verde (UPICV) era un partido de extrema izquierda maoísta encabezado por José Leitão da Graça que, además de exigir la independencia inmediata, consideraba que el PAIGC era un instrumento del «imperialismo soviético» y defendía un estricto nacionalismo caboverdiano, rechazando la noción de una unión con Guinea-Bisáu (pese a que su líder, Leitão da Graça, era un panafricanista confeso). Inicialmente favorable a un referéndum de autodeterminación, la UPICV adoptó posteriormente la línea discursiva del PAIGC respecto a este punto, aunque se declaró dispuesta a una eventual consulta popular sobre la unión estatal con Guinea-Bisáu. Leitão da Graça se perfiló rápidamente como el dirigente más vocal de la oposición política al inminente gobierno del PAIGC, sobre todo dentro del campo independentista.
A lo largo del año 1974, el PAIGC consolidó su poder y marginó gradualmente el alcance de sus opositores. La UDC fue neutralizada como fuerza política poco antes de la formación del gobierno de transición encabezado por el PAIGC, con la caída del gobierno de Spínola en Portugal el 28 de septiembre de 1974, lo que puso fin a cualquier proyecto de continuidad de la situación colonial en el archipiélago. El 9 de diciembre, el PAIGC tomó Rádio Barlavento, principal medio de difusión de la UDC ubicada en São Vicente, lo que aniquiló al único medio de comunicación abiertamente opositor al partido. Al tiempo que se realizaba la toma, se produjeron numerosos arrestos de dirigentes de los dos grupos opositores. Leitão da Graça se encontraba en ese momento realizando una campaña en el extranjero, por lo que pudo evitar ser arrestado durante las purgas contra la UPICV, viéndose forzado a exiliarse de nuevo. Retornaría al país en 1986, poco antes del final del régimen unipartidista. Los opositores que fueron detenidos fueron confinados en la infame prisión de Chão Bom, que pasaría a conocerse como el «campo de concentración de Tarrafal».
Gran cantidad de los dirigentes de la UDC se establecieron en el exilio y fundaron la Unión Caboverdiana Independiente y Democrática (UCID), la cual se reestablecería como partido en Cabo Verde tras la instauración del multipartidismo en 1991, convirtiéndose en una fuerza destacada en la región de São Vicente.

## Reglas electorales

### Sistema electoral
Las disposiciones bajo las cuales se realizaron las primeras elecciones de Cabo Verde fueron publicadas por el gobierno de transición el 16 de abril de 1975, dos meses y medio antes de los comicios. La Asamblea Nacional Popular estaría compuesta por 56 escaños, elegidos por medio de escrutinio mayoritario plurinominal. El país se dividió en veinticuatro circunscripciones, las cuales estarían representadas por un diputado por cada 3.000 habitantes o al menos dos diputados. Por primera vez en la historia del archipiélago, todos los ciudadanos caboverdianos mayores de 17 años tendrían derecho a voto. Los caboverdianos que hubieran emigrado tendrían derecho a voto, siempre y cuando no tuvieran más nacionalidad que la caboverdiana o, en su defecto, la portuguesa y no hubieran emigrado por más de cinco años, y debían retornar a Cabo Verde en los seis meses previos a las elecciones, a menos que se encontraran realizando tareas en el extranjero en favor del gobierno de transición. Los requisitos para presentarse como candidato eran ser mayor de 21 años y no encontrarse privado de sus derechos de voto, así como no formar parte del gobierno de transición.
La ley electoral aprobada por el gobierno de transición preveía la creación de una Comisión Electoral, presidida por un juez de distrito, un funcionario judicial, dos técnicos de mérito reconocido (preferentemente licenciados en matemática) y un ciudadano «de reconocida idoneidad, que se identifique con el proceso de descolonización». La Comisión debía ser independiente del gobierno de transición, y sus miembros no podrían ser candidatos. Se suponía que la Asamblea sería electa por un sistema plurinominal mayoritario por listas cerradas, en las que la lista más votada en cada circunscripción obtendría la totalidad de los escaños, con un voto individual por elector. Sin embargo, el hecho de que no se permitiera a ningún partido fuera del PAIGC presentar listas condujo a que la elección fuera meramente simbólica. Los electores solo podían votar la lista del partido o anular el voto.

### Cargos por circunscripción
| Isla        | Circunscripción                                      | Escaños |
| ----------- | ---------------------------------------------------- | ------- |
| Santiago    | Nossa Senhora da Graça                               | 5       |
| Santiago    | Nossa Senhora da Luz/São Nicolau Tolentino           | 2       |
| Santiago    | Santíssimo Nome de Jesus/São João Baptista           | 2       |
| Santiago    | Santa Catarina                                       | 4       |
| Santiago    | São Salvador do Mundo                                | 2       |
| Santiago    | São Lourenço dos Órgãos/Santiago Maior               | 3       |
| Santiago    | Santo Amaro Abade                                    | 2       |
| Santiago    | São Miguel                                           | 2       |
| Fogo        | Nossa Senhora da Ajuda                               | 2       |
| Fogo        | São Lourenço                                         | 2       |
| Fogo        | Nossa Senhora da Conceição/Santa Catarina            | 2       |
| Brava       | São João Baptista/Nossa Senhora do Monte             | 2       |
| Maio        | Nossa Senhora da Luz                                 | 2       |
| Santo Antão | Nossa Senhora do Rosário/Nossa Senhora do Livramento | 2       |
| Santo Antão | Santo Crucifixo/São Pedro Apóstolo                   | 2       |
| Santo Antão | Santo António das Pombas                             | 2       |
| Santo Antão | Santo André                                          | 2       |
| Santo Antão | São João Baptista                                    | 2       |
| São Vicente | Cidade da Mindelo                                    | 4       |
| São Vicente | Monte Sossego                                        | 2       |
| São Vicente | Bela Vista                                           | 2       |
| Sal         | Nossa Senhora das Dores                              | 2       |
| Boavista    | Santa Isabel/São João Baptista                       | 2       |
| São Nicolau | Nossa Senhora da Lapa/Nossa Senhora do Rosário       | 2       |
| Total       | Total                                                | 56      |

## Resultados

### Resultado general
|  | 100.00 % |

|  | 95.58 % |

|  | 4.42 % |

|  | 100.00 % |

|  | 86.67 % |

### Resultado por distrito electoral
| Circunscripción                                      | Circunscripción |         |        |      | En blanco/nulos | En blanco/nulos | Participación | Participación | Registrados |
| Circunscripción                                      | Circunscripción | Votos   | %      | Esc. | Votos           | %               | Votos         | %             | Registrados |
| ---------------------------------------------------- | --------------- | ------- | ------ | ---- | --------------- | --------------- | ------------- | ------------- | ----------- |
| Nossa Senhora da Graça                               | 5               | 12.731  | 96,03% | 5    | 526             | 3,97%           | 13.257        | 89,47%        | 14.818      |
| Nossa Senhora da Luz/São Nicolau Tolentino           | 2               | 4.106   | 97,11% | 2    | 122             | 2,89%           | 4.228         | 94,12%        | 4.492       |
| Santíssimo Nome de Jesus/São João Baptista           | 2               | 2.149   | 96,71% | 2    | 73              | 3,29%           | 2.222         | 93,68%        | 2.372       |
| Santa Catarina                                       | 4               | 10.759  | 96,88% | 4    | 346             | 3,12%           | 11.105        | 87,15%        | 12.742      |
| São Salvador do Mundo                                | 2               | 3.173   | 94,37% | 2    | 189             | 5,63%           | 3.362         | 91,23%        | 3.685       |
| São Lourenço dos Órgãos/Santiago Maior               | 3               | 6.923   | 92,41% | 3    | 568             | 6,59%           | 7.491         | 89,15%        | 8.403       |
| Santo Amaro Abade                                    | 2               | 3.207   | 95,07% | 2    | 166             | 4,93%           | 3.373         | 73,34%        | 4.599       |
| São Miguel                                           | 2               | 3.960   | 93,24% | 2    | 287             | 6,76%           | 4.247         | 84,75%        | 5.011       |
| Nossa Senhora do Livramento/Nossa Senhora do Rosário | 2               | 3.637   | 95,25% | 2    | 181             | 4,75%           | 3.818         | 87,91%        | 4.343       |
| Santo Crucifixo/São Pedro Apóstolo                   | 2               | 4.272   | 98,43% | 2    | 68              | 1,57%           | 4.340         | 91,75%        | 4.730       |
| Santo Antônio das Pombas                             | 2               | 2.532   | 95,54% | 2    | 118             | 4,46%           | 2.650         | 86,35%        | 3.069       |
| Santo André                                          | 2               | 1.287   | 94,91% | 2    | 69              | 5,09%           | 1.356         | 82,73%        | 1.639       |
| São João Batista                                     | 2               | 3.217   | 92,65% | 2    | 255             | 7,35%           | 3.472         | 91,75%        | 3.784       |
| Cidade do Mindelo                                    | 4               | 10.409  | 97,08% | 4    | 312             | 2,92%           | 10.721        | 84,42%        | 12.699      |
| Bela Vista                                           | 2               | 2.635   | 98,21% | 2    | 48              | 1,79%           | 2.683         | 101,21%       | 2.651       |
| Monte Sossego                                        | 2               | 2.870   | 97,91% | 2    | 61              | 2,09%           | 2.931         | 89,44%        | 3.277       |
| Nossa Senhora da Ajuda                               | 2               | 3.257   | 98,25% | 2    | 58              | 1,75%           | 3.315         | 91,47%        | 3.624       |
| Nossa Senhora da Conceição/Santa Catarina            | 2               | 5.230   | 97,26% | 2    | 147             | 2,74%           | 5.377         | 86,11%        | 6.244       |
| São Lourenço                                         | 2               | 3.485   | 95,08% | 2    | 180             | 4,92%           | 3.665         | 82,51%        | 4.442       |
| Nossa Senhora do Rosário/Nossa Senhora da Lapa       | 2               | 4.576   | 92,50% | 2    | 371             | 7,50%           | 4.947         | 84,10%        | 5.882       |
| Nossa Senhora da Luz                                 | 2               | 1.015   | 76,89% | 2    | 305             | 23,11%          | 1.320         | 88,89%        | 1.485       |
| São João Batista/Nossa Senhora do Monte              | 2               | 1.982   | 99,10% | 2    | 18              | 0,90%           | 2.000         | 55,93%        | 3.576       |
| Nossa Senhora das Dores                              | 2               | 2.196   | 97,34% | 2    | 60              | 2,66%           | 2.256         | 89,59%        | 2.518       |
| São João Batista/Santa Isabel                        | 2               | 1.227   | 89,75% | 2    | 140             | 10,25%          | 1.367         | 83,40%        | 1.639       |
| Total                                                | 56              | 100.835 | 95,58% | 56   | 4.668           | 4,42%           | 105.503       | 86,67%        | 121.724     |

### Miembros electos
| Distrito electoral                                   | Partido | Partido | Miembro                              |
| ---------------------------------------------------- | ------- | ------- | ------------------------------------ |
| Nossa Senhora da Graça                               |         | PAIGC   | Aristides Maria Pereira              |
| Nossa Senhora da Graça                               |         | PAIGC   | Pedro Mendes Rodrigues               |
| Nossa Senhora da Graça                               |         | PAIGC   | Nelson Atanásio Ferreira Santos      |
| Nossa Senhora da Graça                               |         | PAIGC   | Duete Alcides Alfama                 |
| Nossa Senhora da Graça                               |         | PAIGC   | Silvestre Lopes                      |
| Nossa Senhora da Luz/São Nicolau Tolentino           |         | PAIGC   | José Luís Fernandes Lopes            |
| Nossa Senhora da Luz/São Nicolau Tolentino           |         | PAIGC   | Manuel Costa Barros                  |
| Santíssimo Nome de Jesus/São João Baptista           |         | PAIGC   | José Tomas Wahnon de Carvalho Veiga  |
| Santíssimo Nome de Jesus/São João Baptista           |         | PAIGC   | Emanuel de Jesus Braga Tavares       |
| Santa Catarina                                       |         | PAIGC   | Pedro Verona Rodrigues Pires         |
| Santa Catarina                                       |         | PAIGC   | Pedro Rolando dos Reis Martins       |
| Santa Catarina                                       |         | PAIGC   | Gil Querido Varela                   |
| Santa Catarina                                       |         | PAIGC   | Eugénio Borges Furtado               |
| São Salvador do Mundo                                |         | PAIGC   | Carlos Vitorino Dantas Moniz         |
| São Salvador do Mundo                                |         | PAIGC   | Alfredo Dias                         |
| São Lourenço dos Órgãos/Santiago Maior               |         | PAIGC   | Alexandre Ramos de Pina              |
| São Lourenço dos Órgãos/Santiago Maior               |         | PAIGC   | Celestino Ramos Sanches              |
| São Lourenço dos Órgãos/Santiago Maior               |         | PAIGC   | Leão José Mendes Barreto             |
| Santo Amaro Abade                                    |         | PAIGC   | Sérgio Augusto Cardoso Centeio       |
| Santo Amaro Abade                                    |         | PAIGC   | Euclides Joaquim de Aguiar Fontes    |
| São Miguel                                           |         | PAIGC   | Carlos Lineu Soares Miranda          |
| São Miguel                                           |         | PAIGC   | Manuel Jesus Rodrigues Moreira       |
| Nossa Senhora do Livramento/Nossa Senhora do Rosário |         | PAIGC   | Carlos Nunes Fernandes dos Reis      |
| Nossa Senhora do Livramento/Nossa Senhora do Rosário |         | PAIGC   | Gonçalo Monteiro Oliveira            |
| Santo Crucifixo/São Pedro Apóstolo                   |         | PAIGC   | Amâncio dos Santos Lopes             |
| Santo Crucifixo/São Pedro Apóstolo                   |         | PAIGC   | Maurino Camões Brito Delgado         |
| Santo António das Pombas                             |         | PAIGC   | Olívio Melício Pires                 |
| Santo António das Pombas                             |         | PAIGC   | Silvino de Oliveira Lima             |
| Santo André                                          |         | PAIGC   | Eugénio Augusto Pinto Inocêncio      |
| Santo André                                          |         | PAIGC   | Armando António Fortes               |
| São João Baptista                                    |         | PAIGC   | André Corsino Tolentino              |
| São João Baptista                                    |         | PAIGC   | António Lisboa Santos                |
| Cidade do Mindelo                                    |         | PAIGC   | Abílio Augusto Monteiro Duarte       |
| Cidade do Mindelo                                    |         | PAIGC   | Adriano da Cruz Brito                |
| Cidade do Mindelo                                    |         | PAIGC   | Humberto Bettencourt Santos          |
| Cidade do Mindelo                                    |         | PAIGC   | Isaura Tavares Gomes Cardoso         |
| Bela Vista                                           |         | PAIGC   | Amaro Alexandre da Luz               |
| Bela Vista                                           |         | PAIGC   | Agnelo Medina Dantas Pereira         |
| Monte Sossego                                        |         | PAIGC   | Luís de Matos Monteiro da Fonseca    |
| Monte Sossego                                        |         | PAIGC   | António Sérgio Português             |
| Nossa Senhora da Ajuda                               |         | PAIGC   | João José Lopes da Silva             |
| Nossa Senhora da Ajuda                               |         | PAIGC   | Olímpio Lopes Varela                 |
| Nossa Senhora da Conceição/Santa Catarina            |         | PAIGC   | Silvino Manuel da Luz                |
| Nossa Senhora da Conceição/Santa Catarina            |         | PAIGC   | Rolando Lima Barber                  |
| São Lourenço                                         |         | PAIGC   | António Fidalgo de Barros            |
| São Lourenço                                         |         | PAIGC   | Izildo Armando da Silva              |
| Nossa Senhora do Rosário/Nossa Senhora da Lapa       |         | PAIGC   | Osvaldo Lopes da Silva               |
| Nossa Senhora do Rosário/Nossa Senhora da Lapa       |         | PAIGC   | José Eduardo Dantas Ferreira Barbosa |
| Nossa Senhora da Luz                                 |         | PAIGC   | Joaquim Pedro Silva                  |
| Nossa Senhora da Luz                                 |         | PAIGC   | Amílcar Cupertino Andrade            |
| São João Baptista/Nossa Senhora do Monte             |         | PAIGC   | Carlos António Dantas Tavares        |
| São João Baptista/Nossa Senhora do Monte             |         | PAIGC   | Adolfo Joaquim Gomes Fernandes       |
| Nossa Senhora das Dores                              |         | PAIGC   | Manuel de Paixão Santos Faustino     |
| Nossa Senhora das Dores                              |         | PAIGC   | Pedro dos Santos Brito               |
| São João Baptista/Santa Isabel                       |         | PAIGC   | João Pereira da Silva                |
| São João Baptista/Santa Isabel                       |         | PAIGC   | Arsénio Lima Ramos                   |
| Fuente: Parlamento de Cabo Verde                     |         |         |                                      |